# Проспект Маннергейма
Проспект Маннергейма, или Маннерхейминтие (фин. Mannerheimintie, швед. Mannerheimvägen) — одна из главных улиц Хельсинки, столицы Финляндии.

## История
Предшественником проспекта был старинный тракт, соединявший Хельсинки с бывшей столицей Финляндии — Турку. В 1942 году располагающийся на этом месте проспект Турку был переименован в честь 75-летия маршала Карла Густава Маннергейма.
Своё начало проспект Маннергейма берёт в центре Хельсинки от Шильнадской площади возле Шведского театра и магазина Стокманн. Затем улица проходит несколько районов города, и уже за пределами Хельсинки становится магистралью, ведущей к городам Хямеэнлинна и Тампере.

## Достопримечательности
Среди строений, расположенных на проспекте или его окрестностях выделяются: Здание Парламента (Эдускунта), почтамт Хельсинки, музей современного искусства Киасма, концертный зал «Финляндия», Национальный музей и здание Финской национальной оперы.
На проспекте установлена знаменитая скульптура «Три кузнеца» (работы Феликса Нюлунда), а также конная статуя Маннергейма перед музеем Киасма.